# Місцеві вибори в Тернопільській області 2020
Місцеві вибори в Тернополі 2020 — чергові вибори тернопільського міського голови та вибори депутатів Тернопільської міськради, що відбулися 25 жовтня 2020 року.

## Вибори до міської ради
| Місце | Партія                                      | Кількість голосів | Усього місць |
| ----- | ------------------------------------------- | ----------------- | ------------ |
| 1     | ВО «Свобода»                                | 25 929            | 18 / 42      |
| 2     | Європейська Солідарність                    | 11 509            | 9 / 42       |
| 3     | «Порядок. Відповідальність. Справедливість» | 6 441             | 5 / 42       |
| 4     | Сила людей                                  | 3 629             | 5 / 42       |
| 5     | Слуга народу                                | 3 392             | 3 / 42       |
| 6     | За Майбутнє                                 | 3 391             | 3 / 42       |

## Вибори міського голови

### Тернопіль
У виборах міського голови брали участь такі кандидати:
- Сергій Надал  — чинний міський голова, ВО Свобода
- Віктор Овчарук  — кандидат від Європейської солідарності, з 2015 року — голова Тернопільської ОДА. Лікар, кандидат медичних наук
- Іван Сороколіт  — партія Сила людей
- Віктор Гевко  — партія Слуга народу, актор, сценарист
- Леонід Бицюра  — кандидат від ВО «Батьківщина», заступник мера Тернополя з питань діяльності виконавчої влади, депутат обласної ради
- Ірина Яремчук  — кандидатка від «Української галицької партії»
- Олександр Кравчук  — кандидат від ОПЗЖ, керівник регіональної партійної філії
- Олексій Станько  — кандидат від Громадянського руху «Хвиля», керівник обласної організації партії, активіст, керівник ГО Ідея нації
- Ігор Сцібайло  — самовисуванець, член громадського руху ВАРТА, керівник БФ «Наше майбутнє»
- Володимир Барна  — кандидат від Радикальної партії. Поет, журналіст, голова Союзу слов'янських письменників України

В першому турі втретє мером міста було переобрано Сергія Надала:
- Сергій Надал, ВО «Свобода» — 74,59 %
- Іван Сороколіт, Сили людей — 5,88 %

## Вибори до обласної ради
| Місце | Партія                   | Кількість голосів | Усього місць |
| ----- | ------------------------ | ----------------- | ------------ |
| 1     | Європейська Солідарність | 75 386            | 17 / 64      |
| 2     | ВО «Свобода»             | 55 016            | 13 / 64      |
| 3     | За Майбутнє              | 50 131            | 12 / 64      |
| 4     | Слуга народу             | 33 791            | 8 / 64       |
| 5     | ВО «Батьківщина»         | 32 485            | 8 / 64       |
| 6     | Довіра                   | 21 736            | 6 / 64       |

## Результати

### Міські ради

#### I тур
| Кандидат                            | %       | Голосів |
| ----------------------------------- | ------- | ------- |
| 1. Сергій Надал (ВО «Свобода»)      | 74,59 % | 52 876  |
| 2. Іван Сороколіт («Сила людей»)    | 5,88 %  | 4 171   |
| 3. Леонід Бицюра (ВО «Батьківщина») | 4,94 %  | 3 507   |
| 4. Віктор Овчарук («ЄС»)            | 4,43 %  | 3 144   |
| 5. Віктор Гевко («Слуга народу»)    | 3,67 %  | 2 603   |